# Jogtár
A Jogtár® 1993-tól különböző neveken  megjelenő, bármikor, bárhonnan elérhető, naprakész és személyre szabható jogi adatbázis védjegyoltalom alatt álló neve. Kizárólag  a Wolters Kluwer Hungary Kft. szolgáltatása. A többféle Jogtár tartalma: magyar és EU-s joganyagok időrendi változásokkal, indoklások, kommentárok, döntvények, szakcikkek, könyvek, iratminták, módszertani anyagok és kalkulátorok tárháza, a  A Jogtáron elérhető tudásbázissal a jogszabályok értelmezéséhez és alkalmazásához nyújt támogatást.
A Kerszöv Kft. CompLex CD Jogtára 1993 novemberében jelent meg, 1994 januárjában került a piacra a Közlöny- és Lapkiadó Vállalat JOGÁSZ és az Unió Kiadó Magyar Törvénytár elnevezésű adatbázisa. 1995-ben a holland Wolters Kluwer csoport megvásárolta a Közgazdasági és Jogi Könyvkiadót, valamint néhány kisebb, hasonló profilú kiadót (Novorg, Napraforgó, Invenció). A kiadó neve 2006-ban változott CompLex Kiadóra. Elkészült az adatbázis html-alapú változata az intranetes felhasználóknak. A CompLex Kiadó Kft. 2013. október 1-jétől Wolters Kluwer Kft. néven működik tovább.[forrás?]

## A Jogtár elnevezés
A Jogtár kifejezés nem köznév, hanem bejegyzett védjegy. Mai kizárólagos jogosultja a Wolters Kluwer Hungary Kft. (A "jogtár" szó 1993 előtt nem volt ismert, helyette az előbbieken kívül a „törvények gyűjteménye”, „rendeletek tára”, „büntető jog tára” stb. kifejezések voltak használatosak.)[forrás?]

## Előtörténete
1945 és 1990 között különféle papíron megjelenő kiadványok és jogszabálygyűjtemények biztosították a jog megismerhetőségét. Ezek közül a legfontosabbak a jogszabályok hiteles kihirdetését biztosító Magyar Közlöny, a Közgazdasági és Jogi Könyvkiadó által évente megjelentetett Törvények és Rendeletek Hivatalos Gyűjteménye („feketekönyv”), valamint az ötévenként kiadott, egységes szerkezetű jogszabályokat tartalmazó Hatályos Jogszabályok Gyűjteménye („piroskönyv”) volt.
A számítógépes fejlesztések egyik fontos kiinduló pontja az Igazságügyminisztériumban vezetett Kartoték nevű rendszer volt. A nyilvántartást 1951-ben kezdték el vezetni, és a modern magyar állam létrejöttétől, 1867-től tartalmazta a jogszabályok legfontosabb leíróadatait (cím, hatály, hatályon kívül helyező jogszabály stb.). A nyilvántartás tárgyszavakat is tartalmazott.
A számítógépes jogi adatbázisok kialakulása a hatvanas-hetvenes években kezdődött, és a nyolcvanas években gyorsult fel. 1980 őszén a Minisztertanács elrendelte az Egységes Országos Számítógépes Jogi Információs Rendszer (JIR) felállítását, melyet kiemelt országos alapnyilvántartásnak minősített. A JIR a Pénzügyminisztérium kutatóintézete által fejlesztett JOG-DOK (1969-1975) és Joginform (1978-1986) rendszerek tapasztalatait vihette tovább. Egy másik lökést az adott, hogy 1987-ben a Minisztertanács döntése alapján megkezdték a Magyar Közlöny számítógépes tördelését biztosító új szerkesztőségi rendszer kialakítását. A munka a kilencvenes évek elején fejeződött be.

## Története
1990 után több magánkiadó is saját adatbázis épített. A széles körű forgalmazás technikai előfeltétele a CD-ROM adathordozó megjelenése volt.
Az első lemez a Kerszöv Computer Kft. fejlesztésében és kiadásában 1993 novemberében jelent meg augusztus 31-i adatzárással. Három adatbázist és kb. 20 000 hiperhivatkozással összekapcsolt dokumentumot tartalmazott, melyek többsége jogszabály volt. A megjelenítő programok [DOS és Windows] operációs rendszerek alatt működtek.
A rendszer sajátossága a teljes joganyagra kiterjedő gyors szabad szöveges keresés volt.
1994-ben jelent meg az Időgép nevű funkció. Ennek segítségével a felhasználó kiválaszthatta, hogy a dokumentumnak mely múltbeli vagy jövőbeli szövegváltozatát kívánja megtekinteni. A funkció azzal van összefüggésben, hogy a jogszabályok szövegét időnként módosítják, és ilyenkor új szövegváltozat keletkezik, azonban bizonyos jogi eljárásokban esetleg még a régi szöveget kell alkalmazni (lásd pl. nulla poena sine lege elve). A jövőbeli, hatályba még nem lépett szövegváltozatok ismerete a jogalkalmazásra való felkészülésben segít.
1995-ben törvényjavaslatok és törvényindokolások, bírósági határozatok, jogi bibliográfia és iratmintatár adatbázisokból állt a rendszer. A dokumentumok a jogértelmezést, a jogi gyakorlati tevékenységet, illetve a jogirodalomban való gyorsabb tájékozódást biztosították. Az év folyamán elkészült a program [Unix] változata.
1995-ben jelent - meg az azóta is a CompLex CD Jogtár egyediségét jelentő - a felhasználó által beállíthatóan megjelenített, a joganyag szövegébe ágyazott törvényindokolások, bírósági határozatok, jogi magyarázatok, állásfoglalások.
1996-ban jelent meg az első kiegészítő, de önálló kiadványként is forgalmazott adatbázis, mely hivatalos adatok alapján céginformációkat (cégnév, tevékenység, alapítás ideje, tulajdonosok stb.) tartalmazott. Ebben az évben indult az online szolgáltatás, melynek az a lényege, hogy a havi CD-lemezek küldése közötti időben az interneten keresztül napi frissítéssel kapja a felhasználó a jogi információkat.
1999-ben a Kerszöv Computer Kft. a munkavállalói tulajdonban álló Közgazdasági és Jogi Könyvkiadóval együtt a Wolters Kluwer szakmai befektető tulajdonába került, és a kiadó neve KJK-Kerszövre változott.
2000-ben a Millennium tiszteletére önálló kiadványként megjelent a Corpus Juris Hungarici CD. Az adatbázis a száz évvel korábbi millenniumi kiadvány anyagain kívül a korábban kifelejtett vagy kihagyott jogszabályokat is tartalmazta (pl. 1231. évi törvénycikkek, erdélyi törvények, 1849. évi törvénycikkek, 1918-1919. évi néptörvények stb.).
2002-ben a kiadói honlapon elérhetővé váltak a tárgyhavi új jogszabályok szövegei, három hónap egységes szerkezetbe foglalt, módosított szövegei (JogNaptár) és e-mailes hírlevelek, melyek az új, a módosult és a hatályon kívül helyezett jogszabályok közötti eligazodást segítették.
2003-ban a Corpus Juris Hungarici CD alapján elkészült az Ezer év törvényei című honlap. Az adatbázis nemcsak a régebbi magyar törvényeket tartalmazta, hanem kihirdetéskori szövegváltozattal az 1945-1990, illetve az 1990-2003 közöttieket is.
2004-ben Magyarország az Európai Unió tagja lett. Megjelent a CompLex Jogtár Plusz, ami az alapadatbázisokon kívül EU-s joganyagokat is tartalmazott együtt az angol, francia és német szövegváltozatokkal. Az adatbázis a későbbi években időgéppel és négynyelvű jogi szótárral bővült.
2005-ben hatályba lépett az elektronikus információszabadságról szóló 2005. évi XC. törvény. Előírta, hogy a Magyar Közlönyt és a módosításokkal egységes szerkezetbe foglalt hatályos jogszabályokat közzé kell tenni az interneten. A CompLex Jogtár lett az alapja a Magyarország.hu és a Budapest.hu oldalakon működő hivatalos jogi adatbázisoknak.
2006-ban a kiadó neve CompLex Kiadóra változott. Elkészült az adatbázis html-alapú változata az intranetes felhasználóknak.
2007-ben a program egyszerűsített kezelőfelületet (Expressz) kapott. A címlisták (szűkítések) és a kereső szolgáltatás egyetlen képernyő felületre került. A felületet a felhasználó is konfigurálhatta, kiválaszthatta például, hogy mely szűkítéseket kívánja állandóan látni a nyitólapon.
2010-ben elkészült a program Windows 7-es változata.
2010-től érhetőek el a Szakmai Jogtárak, amelyek egy-egy szakmai célcsoport számára szolgáltatnak specifikus jogi tartalmakat (Ügyvéd Jogtár, Adó Jogtár, stb.)
2012 óta érhető el a Jogtár mobil alkalmazás Android és IOS készülékekre egyaránt.
2014-ben készült el az Új Jogtár, amely böngészőből elérhető felületen tartalmazza a szakmai tartalmakat új, innovatív funkciókkal kiegészítve. 2018-ban a kiadó neve Wolters Kluwer Hungary Kft-re változott.[forrás?]

## Szakmai Jogtárak
- Adó Jogtár
- Ügyvéd Jogtár
- Jogtanácsos Jogtár
- HR Jogtár
- Közigazgatás Jogtár
- Közjegyző Jogtár
- Vállalati Jogtár

## A Jogtár adatbázisai
Magyar joganyagok adatbázis Mintegy 230 000 jogszabályt és egyéb jogi dokumentumot tartalmaz 500 kibocsátótól, több mint 50 ezer jogi tárgyszóval. Az adatbázis elsődleges forrása a Magyar Közlöny, a Hivatalos Értesítő, az Alkotmánybíróság határozatai, a Bírósági Határozatok és az 1990 után megjelent hivatalos tárcalapok. A hatályos törvények 1827-től, más törvények 1867-től, más jogszabályok (pl. törvényerejű rendeletek, rendeletek) 1949-től kezdődően találhatók meg benne.
EU joganyagok adatbázis Az európai uniós jogi adatbázis több mint 140 000 dokumentumot tartalmaz, többek között az Európai Unió Hivatalos Lapja L és C sorozatában közzétett joganyagokat, változásmutatókat, valamint az Európai Bíróságok dötvényeit tartalmazza.
Törvények, rendeletek indokolása adatbázis A törvények, törvényerejű rendeletek és meghatározott  miniszteri előterjesztői indokolását tartalmazza.
Törvényjavaslatok adatbázis Az Országgyűléshez benyújtott, de még el nem fogadott fontosabb törvény- és határozati javaslatokat, beszámolók és jelentések tervezeteit, az Országgyűlés jogalkotási programját és a kormányprogramot tartalmazza.
Törvényhozás, vita adatbázis A jogtörténeti-politológiai adatbázis a törvények kihirdetésig tartó történetét mutatja be 2002-től kezdődően. Tartalmazza az Országgyűléshez benyújtott törvényjavaslatokat, a bizottsági és általános vitában elhangzott felszólalásokat, valamint az elfogadott törvényeket és ezek indokolását.
Budapest Főváros Önkormányzata normái A fővárosi önkormányzat rendeleteit, kivonatolt határozatait, tájékoztatókat és közleményeket tartalmaz.
Magyar jogi bibliográfia adatbázis Az 1989 óta vezetett és több mint 70 000 tételt tartalmazó adatbázis szerző, év, tárgyszó és forrás szerint rendezett.
Iratmintatár adatbázis Irat- és nyomtatványmintákat tartalmaz többek között a polgári jog, családjog, kereskedelmi jog, munkajog és közigazgatási jog területéről.
Döntvénytár A Döntvénytár havonta frissülő adatbázisa egészen 1975-ig visszamenőleg több mint 215 000, részben a bíróságok által közzétett anonimizált bírósági határozatot, részben szerkesztett bírósági határozatot tartalmaz.

## A Jogtár főbb funkciói
- Online frissítés A Jogtár® online szolgáltatás, folyamatosan frissül.
- Keresés A Jogtár® számos keresési lehetőséget nyújt. Keresőinkkel a Jogtár® minden dokumentumában keresünk (kivéve a speciális keresőket), a találati listák könnyen tovább szűkíthetőek. Keresési lehetőségek: Gyorskereső, Egy joganyag kikeresése, Részletes kereső, Tárgyszavas kereső, Döntvénykereső, Közlönykereső.
- Dokumentumokon belüli keresés A dokumentumokhoz speciális keresési lehetőségek kapcsolódnak: Keresés a dokumentumban, Paragrafus keresése, Joganyagra hivatkozó dokumentumok, Joganyagban hivatkozott dokumentumok, Keresés a dokumentum tárgyszavai között.
- Dokumentumok kezelése A teljes dokumentum, vagy kijelölt szövegrészek másolhatók, exportálhatók, nyomtathatók.
- Szöveghasonlítás Összehasonlíthatja az időgépes joganyagok két tetszőleges időállapotát. A program mindig az újabb időállapotot hasonlítja a régebbihez.
- Időgép A Jogtár® egyes adatbázisai (Magyar joganyagok, EU joganyagok stb.) tartalmazzák a dokumentum korábbi vagy jövőbeli szövegváltozatait is, ez az Időgép funkció. A dokumentumok hatályosságának jelzésére az alábbi ikonokat használjuk: hatályos joganyag, még nem hatályos joganyag, hatályon kívül helyezett joganyag.
- Jogszabályváltozások keresése Lekérdezheti, hogy mely jogszabályok változtak egy adott napon, vagy adott időszakban.
- Változásfigyeltetés E funkció segítségével jogszabályokat és témaköröket (jogterületeket és tárgyszavakat) figyeltethet, melyek változásakor emailes értesítést küldünk.
- Dokumentuminformáció A dokumentum fejlécében ikonról hivható elő, a következő információkat tartalmazza: a megnyitott dokumentum mely forrásban, illetve forrásokban került kihirdetésre (Közlönyinformáció), EU joganyagok esetében a Celex-számot, annak az adatbázisnak a frissítési dátumát, melybe a dokumentum tartozik. A Jogtár® közel félszáz forrást tart nyilván. A tárcaközlönyök tartalommutatóit 1990-től, a Bírósági Határozatokét 1975-től, a Magyar Közlönyökét pedig 1952-től tartalmazza.
- Paragrafusinformáció A dokumentum menüjéből elérhető Paragrafusinformáció funkció mutatja, hogy az aktuális szövegrész (§) mikor változott.
- Kereszthivatkozások A Jogtár® a dokumentum jogszabályokkal való kapcsolatait kék színnel jelöli. Ha az egérkurzort a kijelölés fölé viszi, majd kattint, akkor betöltődik a hivatkozott dokumentum.
- Indokolások A jogszabályhoz fűzött indokolás teljes szövege az adott dokumentumból megnyitható.
- Kapcsolódó anyagok Kilistázza azokat a dokumentumokat (jogszabályokat), amelyekben hivatkoznak az éppen nyitott dokumentumra.
- Kedvencek A különböző dokumentumok kedvenc mappákba rendezhetőek bármikor könnyen elérhetőek és kereshetőek.
- Jegyzetek A dokumentumokhoz saját jegyzet fűzhető, a kereső a jegyzetek szövegében is tud keresni.
- Könyvjelzők Könyvjelző hozzáadásával megjelölhetőek a releváns bekezdések, szövegrészek.